# Saint-Remy-sur-Bussy
Saint-Remy-sur-Bussy é uma comuna francesa na região administrativa do Grande Leste, no departamento de Marne. Estende-se por uma área de 34.65 km², e possui 343 habitantes, segundo o censo de 2018, com uma densidade de 9.9 hab/km².